# Kurta tevenyakúak
A kurta tevenyakúak (Inocelliidae) az ízeltlábúak törzsének a rovarok osztályának és a tevenyakú fátyolkák (Raphidioptera) rendjébe tartozó család.

## Rendszerezés
A családba az alábbi 2 nem és 3 faj tartozik
- Inocellia - 1 faj
  - Inocellia crassicornis
- Negha (Navás, 1916) - 3 faj
  - Negha inflata
  - Negha meridionalis
  - Negha longicornis